# سحابة هيلز

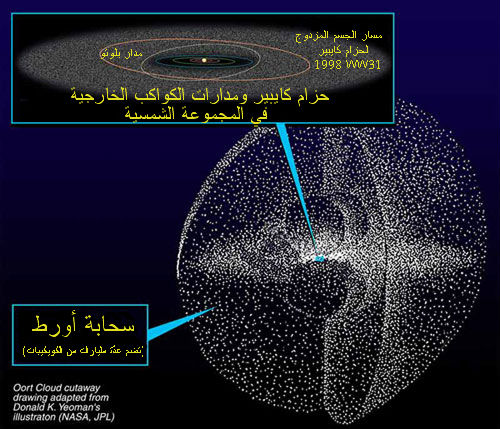
رسم توضيحي لسحابة أورط، وسحابة هيل وحزام كويبر

سحابة هيلز (بالإنجليزية: Hills cloud)‏ تسمى السحابة الداخلية لسحابة أورط أيضا بسحابة هيلز، كما اقترح الفلكي جاك هيلز،الذي اقترح وجودها في عام 1981
ويعتقد أن سحابة أورط قد تكون مقسمة إلى قسمين متميزين سحابة خارجية وسحابة داخلية وسحابة هيلز منطقة هائلة تحيط بالنظام الشمسي بدءا من حوالي 2،000 وحدة فلكية من الشمس وتمتد إلى 20،000 وحدة فلكية، ويعتقد أن هذا الجزء من سحابة أورت يحتوي ربما مائة مرة أكثر من عدد الأجسام في السحابة الخارجية.
و تعتبر السحابة الداخلية والخارجية (مع حزام كيوبر) المصدر الرئيسي للمذنبات. و تحتوي على آلاف الكوكيبات.
يعتبر وجود سحابة هيلز أمرًا معقولًا، فقد عُثر على العديد من الأجسام بالفعل. ويعتقد أنها أكثر كثافة من سحابة أورت. أعطى تفاعل الجاذبية مع النجوم الأقرب وتأثيرات المد والجزر من المجرة مدارات دائرية للمذنبات في سحابة أورت، وقد لا تنطبق هذه الحالة على مذنبات سحابة هيلز. إجمالي كتلة سحابة هيلز غير معروف؛ فيعتقد بعض العلماء أنها ستكون أكثر ضخامة من سحابة أورت.

## تاريخ

### نموذج سحابة أورت الأصلي
بين عامي 1932 و1981، اعتقد علماء الفلك أن سحابة أورت، التي وضعت نظريتها من قبل إرنست أوبك ويان أورت، وحزام كايبر هما آخر ما تبقى من مذنبات النظام الشمسي.
في عام 1932، افترض عالم الفلك الإستوني إرنست أوبك أن المذنبات كانت بالأصل في سحابة تدور حول الحدود الخارجية للنظام الشمسي. في عام 1950، تجددت هذه الفكرة بشكل مستقل من قبل عالم الفلك الهولندي يان أورت لشرح تناقض واضح: دُمرت المذنبات بعد المرور عدة مرات خلال النظام الشمسي الداخلي، لذلك إذا كان أي منها موجودًا لعدة مليارات من السنين منذ بداية النظام الشمسي، فلا يمكن رصدها الآن.
اختار أورت 46 مذنباً لدراسته، والذين رُصدوا بأفضل شكل في الفترة بين عامي 1850 و1952. أظهر توزيع المعكوس للمحاور شبه الرئيسية ترددًا أقصى، مما يشير إلى وجود خزان للمذنبات يبعد ما بين 40,000 و150,000 وحدة فلكية «0.6 و2.4 سنة ضوئية». هذا الخزان، الذي يقع عند حدود مجال تأثير الشمس سيخضع لاضطرابات نجمية، مما قد يؤدي أن تُطرد المذنبات السحابية إلى الخارج أو إلى الداخل.

## نموذج جديد
في الثمانينيات، أدرك علماء الفلك أن السحابة الرئيسية يمكن أن يكون لها قسم داخلي يبدأ من حوالي 3000 وحدة فلكية من الشمس ويستمر حتى السحابة الكلاسيكية عند 20000 وحدة فلكية. تشير معظم التقديرات إلى أن تعداد التلال السحابية يبلغ حوالي 20 تريليون «حوالي خمسة إلى عشرة أضعاف عدد السحابة الخارجية»، على الرغم من أن العدد قد يكون أكبر بعشر مرات من ذلك.
اقترح النموذج الرئيسي لـ «السحابة الداخلية» في عام 1981 من قبل عالم الفلك جاي. جي. هيلز، من مختبر لوس ألاموس، الذي أطلق على المنطقة اسمها. وقدّر أن مرور نجم بالقرب من النظام الشمسي ربما قد تسبب في حدوث إبادة على الأرض، مسببًا حدوث «مطر مذنبي». في الواقع، أشار بحثه إلى أن مدارات معظم المذنبات السحابية لها محور نصف رئيسي يبلغ 10000 وحدة فلكية، وهو أقرب بكثير إلى الشمس من المسافة المقترحة لسحابة أورت. علاوة على ذلك، كان من المفترض أن يكون تأثير النجوم المحيطة وتأثير المد والجزر المجري قد أرسل مذنبات سحابة أورت إما أقرب إلى الشمس أو خارج النظام الشمسي. بأخذ هذه القضايا بالاعتبار، اقترح وجود سحابة داخلية، والتي ستمتلك عشرات أو مئات المرات عدد أكبر من النوى المذنبية من الهالة الخارجية. وبالتالي، ستكون مصدرًا محتملاً للمذنبات الجديدة معيدةً إمداد السحابة الخارجية قليلة الكثافة.
في السنوات التالية، بحث علماء الفلك عن سحابة هيلز ودرسوا المذنبات طويلة الأمد. كان هذا هو الحال مع سيدني فان دن بيرغ ومارك إي. بيلي، فقد اقترح كل منهما بنية سحابة الهيلز في عامي 1982 و1983 على التوالي. في عام 1986، صرح بيلي أن غالبية المذنبات في النظام الشمسي لم تكن موجودة في منطقة سحابة أورت، ولكنها كانت أقرب وفي سحابة داخلية، بمدار ومحور شبه رئيسي من 5000 وحدة فلكية. وسع نطاق البحث أكثر من خلال دراسات قام بها كل من فيكتور كلوب وبيل نابير في عام 1987 وتلك الخاصة بآر بي ستوتيرز لعام 1988.
ومع ذلك، استعادت سحابة هيلز اهتمامًا كبيرًا في عام 1991، عندما استأنف العلماء نظرية هيلز (باستثناء الوثائق التي كتبها مارتن دنكان وتوماس كوين وسكوت تريمين في عام 1987، والتي تضمنت نظرية هيلز واحتوت على أبحاث إضافية).

## الخصائص

### الهيكل والتكوين
تضطرب مذنبات سحابة أورت باستمرار من قبل محيطها والأجسام البعيدة. هناك عدد كبير منها إما غادر النظام الشمسي أو اقترب أكثر من الشمس. لذلك كان يجب أن تتفكك سحابة أورت منذ فترة طويلة، لكنها لا تزال سليمة. يمكن لنظرية سحابة هيلز أن تقدم تفسيرًا. يقترح جاي جي هيلز وعلماء آخرون أنه يمكن إعادة ملئ المذنبات في سحابة أورت الخارجية.
من المحتمل أيضًا أن تكون سحابة هيلز الأكثر كثافة للمذنبات عبر النظام الشمسي. سحابة هيلز أكثر كثافة من سحابة أورت الخارجية؛ فحجمها يصل تقريبا إلى ما بين 5000 و20,000 وحدة فلكية. في المقابل، يتراوح حجم سحابة أورت بين 20000 و50000 «0.3 و0.8 سنة ضوئية» في الحجم.
كتلة سحابة هيلز غير معروفة. يعتقد بعض العلماء أنها يمكن أن تكون أكبر بخمسة أضعاف من سحابة أورت. ويقدر مارك إي بيلي كتلة سحابة الهيلز بـ 13.8 كتلة أرضية، إذا كانت غالبية الأجسام تقع في حدود 10000 وحدة فلكية.
إذا كانت تحليلات المذنبات ممثلة للكل، فإن الغالبية العظمى من أجسام سحابة هيلز تتكون من جليد متنوع، مثل الماء والميثان والإيثان وأول أكسيد الكربون وسيانيد الهيدروجين. ومع ذلك، فإن اكتشاف الجسم بّي دبليو 1996، وهو كويكب على مدار نموذجي لمذنب دورات مدارية طويلة، مما يشير إلى أن السحابة قد تحتوي أيضًا على أجسام صخرية.
لا يظهر تحليل الكربون والنسب النظرية للنيتروجين أولاً في مذنبات عائلة سحابة أورت وفي جسم منطقة المشتري اختلافًا كبيرًا بين الاثنين، على الرغم من بعد المناطق. وذلك يشير إلى أن كلاهما يأتي من قرص كوكبي أولي، وهو استنتاج مدعوم أيضًا بدراسات لأحجام سحابة المذنبات ودراسة التأثير الحديث للمذنب تيمبل 1.

### التشكيل
يعتقد العديد من العلماء أن سحابة الهيلز تشكلت تقريبًا من مقابلة «800 وحدة فلكية» بين الشمس ونجم آخر في غضون 800 مليون سنة الأولى من النظام الشمسي، والتي يمكن أن تفسر المدار غريب الأطوار لسدنا 90377، الذي لا ينبغي أن يكون حيث هو، بما أنه لا يتأثر بكوكب المشتري ولا نبتون، ولا آثار المد والجزر. من الممكن إذن أن تكون سحابة هيلز «أصغر» من سحابة أورت. لكن «سدنا» فقط هي التي تحمل هذه الشذوذات. بالنسبة لـ «(87269) 2000 OO67» و«(308933) 2006 SQ372» فالنظرية ليست ضرورية، لأن كلا المدارين قريب من العمالقة الغازية في النظام الشمسي.